# Flawian (Mitrofanow)
Flawian, imię świeckie Maksim Walerjewicz Mitrofanow (ur. 17 listopada 1975 w Saratowie) – rosyjski biskup prawosławny.

## Życiorys
Jest absolwentem wydziału historycznego Uniwersytetu Saratowskiego (dyplom w 1997). W trakcie studiów historycznych był również słuchaczem seminarium duchownego w Saratowie. 31 grudnia 1995 w soborze Zesłania Ducha Świętego w Saratowie został wyświęcony na diakona przez arcybiskupa saratowskiego i wolskiego Aleksandra. Podczas nauki w seminarium był również nauczycielem katechezy w X i XI klasie gimnazjum prawosławnego w tymże mieście. Seminarium ukończył w 1997; 13 kwietnia 1997 został wyświęcony na kapłana, również przez arcybiskupa saratowskiego i wolskiego Aleksandra, który skierował go do pracy duszpasterskiej w soborze Zesłania Ducha Świętego w Saratowie. Przed święceniami ożenił się, ma syna. W tym samym roku został wykładowcą seminarium duchownego w Saratowie, gdzie prowadził zajęcia z zakresu historii Kościoła, historii Rosyjskiego Kościoła Prawosławnego oraz historii Rosji. Równocześnie podjął w trybie zaocznym wyższe studia teologiczne na Moskiewskiej Akademii Duchownej.
Od 1998 do 2000 duchowny służył w cerkwi Ikony Matki Bożej „Ukój Mój Smutek” przy rezydencji biskupów saratowskich. Następnie przez rok służył w soborze Trójcy Świętej w Saratowie, by w 2001 ponownie służyć w soborze Zesłania Ducha Świętego. W latach 2000–2001 był prorektorem seminarium duchownego w Saratowie. Od 2000 zasiadał w radzie eparchialnej eparchii saratowskiej, zaś od 2004 do 2007 przewodniczył eparchialnej komisji kanonizacyjnej. Jest autorem tekstu nabożeństwa i akafistu do św. Innocentego Penzeńskiego oraz troparionów do nowomęczenników związanych z eparchią saratowską.
W latach 2007–2014 służył w eparchii suroskiej, w soborze Zaśnięcia Matki Bożej w Londynie. W 2011 otrzymał godność protoprezbitera. Posiada obywatelstwo Wielkiej Brytanii; jego ojciec, z zawodu fizyk, na początku lat 90. emigrował tam z Rosji.
W 2014 r. rozwiódł się z żoną. 19 sierpnia 2014 złożył wieczyste śluby mnisze przed biskupem wołogodzkim i wielkoustiuskim Ignacym. Ceremonia postrzyżyn odbyła się w monasterze św. Dymitra Priłuckiego; duchowny przyjął imię zakonne Flawian na cześć świętego patriarchy konstantynopolitańskiego Flawiana. W tym samym dniu został mianowany prorektorem szkoły duchownej w Wołogdzie oraz dziekanem dekanatu czerepowieckiego, jak również proboszczem parafii Narodzenia Pańskiego w Czerepowcu. 23 października tego samego roku otrzymał nominację na biskupa czerepowieckiego i biełozierskiego. W związku z tym dwa dni później został podniesiony do godności archimandryty. Jego chirotonia biskupia odbyła się 23 listopada 2014 w soborze Chrystusa Zbawiciela w Moskwie, pod przewodnictwem patriarchy moskiewskiego i całej Rusi Cyryla.
W marcu 2020 r. biskup Flawian zwrócił się do patriarchy z prośbą o zwolnienie z obowiązków z powodu złego stanu zdrowia; została ona przyjęta. Równocześnie w rosyjskich mediach pojawiły się informacje o wykryciu przez FSB w mieszkaniu biskupa w Petersburgu laboratorium produkcji narkotyków, czemu sam biskup zaprzecza. Hierarcha został skierowany do monasteru Pawła Obnorskiego w eparchii wołogodzkiej. W tym samym roku Flawian został ostatecznie przeniesiony w stan spoczynku ze stałym miejscem pobytu w monasterze Pawła Obnorskiego i postawiony przed Wyższym Sądem Cerkiewnym. W grudniu tego samego roku Święty Synod suspendował emerytowanego biskupa Flawiana, zobowiązał go do dalszego pozostawania w monasterze Pawła Obnorskiego pod nadzorem miejscowego biskupa i zakazał mu posługiwania się oznakami godności biskupiej do momentu wydania orzeczenia w jego sprawie przez sąd cerkiewny. 15 grudnia 2020 r. Radio Swoboda opublikowało wywiad z hierarchą, informując, iż ten w rzeczywistości wyjechał do Wielkiej Brytanii. 29 grudnia 2020 r. Święty Synod Rosyjskiego Kościoła Prawosławnego wykluczył Flawiana ze stanu duchownego.